# Elena Bonetti
Pour les articles homonymes, voir Bonetti.
Elena Bonetti, née le 12 avril 1974 à Asola, est une femme politique italienne, membre du parti Action dont elle est la présidente depuis 2025.
Elle est ministre pour l'Égalité des chances et la Famille de 2019 à 2022.

## Biographie
Elena Bonetti naît le 12 avril 1974 à Asola.
Diplômée en mathématiques à l'université de Pavie en 1997, elle a ensuite obtenu son doctorat en 2002 à l'université de Milan. Elle est professeure associée d'analyse mathématique dans cette même université. Elle étudie entre autres les systèmes d'équations aux dérivées partielles et les modèles prédictifs pour les sciences appliquées.
Elle est très engagée dans le mouvement du scoutisme et fait partie de l'Association des guides et scouts catholiques italiens (AGESCI). En 2014, elle signe un appel, conjointement avec don Gallo, pour demander à l’État de reconnaître les unions homosexuelles et les syndicats homosexuels.
Elle s'engage en politique en 2017 avec les primaires pour le choix du nouveau secrétaire du Parti démocrate. Repérée par Matteo Renzi, elle est désignée responsable nationale de la jeunesse et de la formation.
En 2018, elle est candidate à la Chambre des députés, figurant en troisième position sur la liste du parti démocrate en Lombardie sans être élue.
Le 5 septembre 2019, Elena Bonetti est nommée ministre pour l'Égalité des chances et la Famille dans le second gouvernement de l'indépendant Giuseppe Conte, auquel le PD participe. Elle quitte son poste en janvier 2021 puis le retrouve le mois suivant, désormais au sein du gouvernement Draghi.